# IETF 언어 태그
IETF 언어 태그( - 言語 - , 영어: IETF language tag)는 BCP 47(현재는 RFC 5646과 RFC 4647)에 따라서 정의되는 기술 사양이다. 이것은 HTTP, HTML, XML, PNG 등과 같은 대부분의 기술 표준에서 사용된다.

## 서식
언어 태그는 하이픈에 따라서 나뉘는, 하나 이상의 ‘하위 태그’(subtag)로부터 구성된다. 일반적으로는 다음의 순서로 쓰인다.
- language(언어)
- script(문자 체계)
- region(지역)
- variant(변이형)
- extension(확장)
- private use(개인용)

따라서, 서식은 대체로 다음과 같이 표기된다.(이 중 language 태그만 필수이다)

각각의 하위 태그는 아래의 규격에서 파생되고 있다.
- language: ISO 639-1, ISO 639-2, ISO 639-3, ISO 639-5[5]
- script: ISO 15924
- region: ISO 3166-1 alpha-2, UN M.49
- variant: (독자이므로 파생처의 규격 없음)
- extension: (추후 확장을 위한 예약 영역이므로 파생처의 규격 없음)
- privateuse: (개인적인 사용 부분이므로 파생처의 규격 없음)

IANA에 의해서 관리되고 있다. Language Subtag Registry(언어 하위 태그 레지스트리)에는 현재 공개되어 있는 유효한 하위 태그의 목록이 있다.
하위 태그에서는 알파벳의 대소문자를 구별하지 않지만, 사양에서는 언어 하위 태그 레지스티리와 같은 방법으로, 즉 region 하위 태그에 대해서는 모든 것이 대문자이며, script 하위 태그에 대해서는 머릿글자만이 대문자이며, 그 외의 모든 하위 태그에 대항서는 소문자로 작성하는 것을 권장하고 있다.
언어 태그의 사용방법으로 자주 보이는 스타일은 그저 language 하위 태그만을 사용하지만, language 하위 태그와 region 하위 태그를 사용하는 방법이다. 예를 들면, en은 단일한 language 하위 태그(ISO 639-1에서)로 구성되며, 영어를 나타낸다. 한편, en-CA는 language 하위 태그 후에 region 하위 태그 CA(ISO 3166-1에서)를 붙여서 구성하며, 캐나다 영어를 나타낸다.

## 역사
IETF 언어 태그는 1995년 5월 발행한 RFC 1766에서 처음으로 정의됐다. 이것은 2001년 1월에 RFC 3066으로 치환됐다. 이것은 ISO 639-2 코드를 추가해서(이전에는 ISO 639-1 코드만이 허용되고 있었다), 처음으로 하위 태그에 숫자를 사용하는 것을 인정했다.
사양의 다음 판은 2006년 9월 발행한 RFC 4646(사양의 주요부분)과 RFC 4647(매칭의 태도에 대해서)이었다. RFC 4646은 언어 태그에 따라서 구조화된 서식을 도입하고 이전부터 사용되고 있던 ISO 639(part 1과 2)와 ISO 3166에 더해서 ISO 15924와 UN M.49를 이용하고 있으며, 하위 태그의 레지스트리를 오래된 것에서 새로운 것으로 바뀌어 있다. 또한 이 이전에 정의되어 있던 태그로 새로운 구조에 적합하지 않은 것에 대해서는 RFC 3066과의 호환성을 유지하기 위해서 계승되어 있다.
IETF 워킹 그룹은 사양의 다음 판을 준비하고 있는 바 있으며, 현재 승인 작업 중이다. 이 판의 주된 목적은 언어 하위 태그 레지스트에 ISO 639-3를 취하는 것에 있다.

## 언어 태그의 예
아래는 BCP47로부터 발췌한 것이다.
- language 하위 태그만:
  - de(독일어)
  - ja(일본어)
  - i-enochian(grandfathered 태그의 예)
- language-script:
  - zh-Hant(중국어 (번체자))
  - zh-Hans(중국어 (간체자))
  - sr-Cyrl(세르비아어 (키릴 문자))
  - sr-Latn(세르비아어 (라틴 문자))
- language-script-region:
  - zh-Hans-CN(중국 대륙에서 사용되는 중국어 (간체자))
  - sr-Latn-CS(세르비아 몬테네그로에서 사용되는 세르비아어 (라틴 문자))
- language-variant:
  - sl-nedis(슬로베니아어 Nadiza 방언)
- language-region-variant:
  - de-CH-1901(스위스에서 사용되는 독일어, 1901년 맞춤법에 사용된 독일어)
  - sl-IT-nedis(이탈리아에서 사용되는 슬로베니아 Nadiza 방언)
- language-script-region-variant:
  - sl-Latn-IT-nedis(이탈리아에서 사용되는 슬로베니아어 (라틴문자) Nadiza 방언. 주: sl은 암묵한 가운데 Latn를 포함하고 있지만 이 태그는 권종하지 않는다)
- language-region：
  - en-US(영어 (미국))
  - es-419(스페인어 (라틴 아메리카), UN 지역 코드 이용)

등.

## 같이 보기
- IETF